# Negib Azoury
Negib Azoury, scritto talora Neguib Azoury (in arabo  ﻧﺠﻴﺐ ﻋﺎﺯﻭﺭﻱ ‎?, Najīb ʿĀzūrī; Azour, 1873 – Il Cairo, 1916), è stato un politologo, funzionario e scrittore libanese.

## Biografia
Di fede maronita, dopo aver studiato a Istanbul e Parigi, divenne funzionario ottomano nel sangiaccato di Gerusalemme, diventandone il vice-Governatore.

Fu influenzato dai giovani ideali del nazionalismo arabo e dal vecchio antisemitismo francese, avendo avuto come mentore Maurice Barrès.
Opporrà presto il suo nazionalismo arabo al Sionismo, col quale s'era confrontato a Gerusalemme.
Nel 1904, pubblicò il suo libro (in francese) Le réveil de la Nation Arabe dans l'Asie turque in cui preconizzava la nascita di una nuova entità statuale, distaccata dall'Impero ottomano, che egli considerava corrotto  guidato da un tiranno (il Sultano Abdul Hamid II). Secondo quanto scritto, la "nazione araba":
(si estenderà nei limiti delle sue frontiere naturali, dalle valli del Tigri e dell'Eufrate fino all'istmo di Suez, e dal Mediterraneo fino al mare dell'Oman. Sarà governato da una monarchia costituzionale e liberale da un sultano arabo.)
In tale libro, attaccava ugualmente la politica sionista e denunciava quello che egli definì il "pericolo ebraico universale".
Profetizzava inoltre gli scontri che avrebbero opposto il nazionalismo arabo al nazionalismo ebraico «destinati ad affrontarsi senza tregua fino a che uno dei due prevarrà. La sorte del mondo intero dipenderà dall'esito finale di questa lotta tra due popoli rappresentanti opposti principi»
Cercò di fondare una "Lega della patria araba" il cui programma si vuole sia d'impronta liberale:
(...)
La patrie arabe offre aussi le califat religieux universel, sur tout l'Islam, au chérif (descendant du Prophète) qui embrassera franchement son parti et se consacrera à cette œuvre. (...) Ainsi, son pouvoir sera universel ; de sa résidence il gouvernera moralement tous les Musulmans de l'univers qui accourront en pèlerinage aux sanctuaires de Mohamed.»
(Niente è più liberale del programma della Lega: la patria araba. Essa vule innanzi tutto, separare nell'interesse dell'Islam e della patria araba, il potere civile da quello religioso (...) Essa (la nazione araba) rispetterà gli interessi dell'Europa, tutte le concessioni e tutti i privilegi che le sono stati accordati dai turchi finora (...) Essa offre il trono dell'Impero arabo al principe della famiglia khediviale d'Egitto che si pronuncerà apertamente per essa e che dedicherà la sua energia e le sue risorse a tale obiettivo.
(...)
La patria araba offre altresì il califfato religioso universale, su tutto l'Islam, allo Sharīf (discendente del Profeta che abbraccerà lealmente il suo partito e si consacrerà a tale opera. (...) Così, il suo potere sarà universale; dalla sua residenza egli governerà moralmente tutti i musulmani dell'universo che accorreranno al pellegrinaggio ai santuari di Muhammad)
I suoi scritti gli valsero una condanna a morte da parte di Istanbul, cui egli sfuggirà rifugiandosi al Cairo, guadagnandosi stima e fama nelle capitale europee, Londra compresa.
Nei suoi scritti, egli fu assai vicino alle idee difese dagli intellettuali musulmani, come l'aleppino al-Kawākibī o Rashīd Ridā.